# Garden Egg chair
De Garden Egg Chair is een door Peter Ghyczy in 1968 ontworpen stoel. De stoel kan tevens gezien worden als een kunstobject.

## Beschrijving
De stoel is bedoeld voor buitengebruik. De buitenkant bestaat uit een resistente harde schelp, de binnenkant bestaat uit een kussen met een afneembare hoes. Zowel de buitenkant als het kussen aan de binnenkant wordt geproduceerd in verschillende kleuren.
De Garden Egg Chair kent meerdere namen, zoals “seftenberger ei”, “pod chair”, “l’œuf” en “garden(egg)chair”.

## Geschiedenis
De stoel is ontworpen door Peter Ghyczy, die op dat moment aan het hoofd stond van designafdeling van Elastogran/Reuter. De eerste productie was in 1968. Elastogran/Reuter produceerde het plastic Polyurethaan en verkocht dit wereldwijd. Peter Ghyczy was aangewezen om een design center op te zetten, om industriële klanten te laten zien wat de mogelijkheden waren van Polyurethaan. De Garden Egg Chair is een van de eerste stoelen die ontworpen en geproduceerd werd met Polyurethaan. 
Lange tijd is de stoel geproduceerd bij het Oost-Duitse bedrijf VEB-Synthese-Werk, maar sinds 1998 wordt de Garden Egg Chair geproduceerd in Nederland.

## Ontwerper
Peter Ghyczy (1940) verliet zijn geboorteland Hongarije in 1956, vanwege de revolutie, voor West-Duitsland. Hier heeft hij zijn middelbare school afgerond waarna hij een studie beeldhouwen aan de Düsseldorf Art Academy en architectuur aan de Universiteit van Aachen heeft gevolgd. Na de afronding van deze studies begon hij als hoofd van de ontwerpafdeling bij Elastogran/Reuter, waar hij de Garden Egg Chair heeft ontwikkeld in 1968. Omdat Ghyczy zich beperkt voelde bij Elastogran/Reuter, vanwege de  traditionele werkwijze, verliet hij het bedrijf in 1972. De Hongaar verruilde opnieuw van land, ditmaal verhuisde hij naar Nederland en begon daar zijn eigen bedrijf.